# Kožljevec
'Kožljevec – wieś w Słowenii, w gminie Grosuplje. 1 stycznia 2017 liczyła 29 mieszkańców.